# Eudaemonia
Eudaemonia este un gen de molii din familia Saturniidae. Speciile sunt native din Africa Subsahariană și sunt cunoscute pentru aripile foarte alungite, asemănătoare unor cozi, de pe aripile inferioare. 

## Specii
- Eudaemonia argiphontes Maassen, 1877
- Eudaemonia argus (Fabricius, 1777)
- Eudaemonia troglophylla Hampson, 1919